# Michel Yacoubovitch
Michel Yacoubovitch es un deportista francés que compitió en judo. Ganó una medalla de bronce en el Campeonato Europeo de Judo de 1963 en la categoría abierta.

## Palmarés internacional
| Campeonato Europeo | Campeonato Europeo | Campeonato Europeo | Campeonato Europeo |
| Año                | Lugar              | Medalla            | Categoría          |
| ------------------ | ------------------ | ------------------ | ------------------ |
| 1963               | Ginebra (Suiza)    | Medalla de bronce  | Abierta            |